# 銀魂BEST2
《銀魂BEST2》是東京電視台系電視動畫《銀魂》、《銀魂精選集》和劇場版《新譯紅櫻篇》的主題曲合輯。於2011年6月22日由Aniplex發行。收錄自2008年9月到動畫第一期播放結束的主題曲和精選集及劇場版的主題曲合輯（全17首）。是繼銀魂BEST之後銀魂動畫的第二張主題歌合輯。

## CD收錄曲目

### 電視動畫
1. アナタMAGIC （monobright）
2. I、愛、会い （ghostnote）
3. 輝いた （シギ）
4. Stairway Generation （Base Ball Bear）
5. 朝ANSWER （PENGIN）
6. ウォーアイニー （高橋瞳×BEAT CRUSADERS）
7. Light Infection （Prague）
8. ワンダフルデイズ （ONE☆DRAFT）
9. サヨナラの空 （Qwai）

### 精選集
1. 風のごとく （井上ジョー）
2. WAVE （ビジャンドゥ（日语：Vijandeux）)
3. 可能性ガール （栗山千明）
4. IN MY LIFE （AZU）
5. カートニアゴ （FLiP）
6. 桜音 （ピコ）

### 劇場版
1. 僕たちの季節 （DOES）
2. バクチ・ダンサー （DOES）

## DVD收錄影片

### 電視動畫
- 第6〜8期無字幕片頭動畫影片
- 第11〜16期無字幕片尾動畫影片

### 精選集
- 精選集所有片頭和片尾的無字幕動畫影片

### 劇場版
- 劇場公開時《精選集》播放的特別版片頭和片尾動畫影片

## 限定版特典
1. 収録無字幕片頭和片尾動畫影片的DVD（ノンクレジットＯＰ＆ＥＤ映像収録ＤＶＤ）
2. 繪製盒和繪製Digipak（描き下ろしＢＯＸ＆デジパック）
3. 特製Booklet（スペシャルブックレット）
4. 貼圖集（ピンナップセット）

## 外部連結
- （日語）銀魂BEST2 官方網站